# Stadtwerke Groß-Gerau
Die Stadtwerke Groß-Gerau Versorgungs GmbH (GGV) ist ein kommunaler Energieversorger. Das Unternehmen beliefert private Haushalte, gewerbliche Verbrauchsstellen sowie die überwiegende Anzahl der Industrieunternehmen in der südhessischen Stadt Groß-Gerau und deren Stadtteilen Berkach, Dornberg, Dornheim und Wallerstädten mit Strom. Das Stromnetz umfasst eine Fläche von ca. 55 Quadratkilometern. Gesellschafter des Unternehmens sind die Stadt Groß-Gerau (74,9 Prozent) und die Überlandwerk Groß-Gerau GmbH (25,1 Prozent).
2011 lag der Stromabsatz bei 145 Mio. kWh. Im selben Jahr erwirtschaftete die GGV mit acht Mitarbeitern einen Umsatz von rund 16 Mio. Euro.
Rund 20 Prozent des Umsatzes entfallen auf die regenerative Stromerzeugung aus eigenen Photovoltaikanlagen und einer Biogasanlage im Stadtgebiet.